# Ombre rose
 (mars 2025).
Si vous disposez d'ouvrages ou d'articles de référence ou si vous connaissez des sites web de qualité traitant du thème abordé ici, merci de compléter l'article en donnant les références utiles à sa vérifiabilité et en les liant à la section « Notes et références ».
Ombre rose de Jean-Charles Brosseau est un parfum créé par Pierre Bourdon en collaboration avec Françoise Caron. 
Lancé en 1981, il atteint dès la troisième année un chiffre de vente mondial de 15 millions de US$.
Son succès vient d'une base ancienne, la concrétolide, une association de notes musquées, vanillées d'héliotrope et de bois qui servent de liant. D'abord proposé à Yves Saint Laurent, ce dernier ne l'avait pas retenu.
Ce parfum a servi de base d'inspiration pour :
- Trésor de Lancôme,
- Classique de Jean-Paul Gaultier,
- Boudoir de Vivienne Westwood,
- Premier Jour Le Parfum de Nina Ricci,
- Flower by Kenzo Oriental de Kenzo,
- Jacomo for Her de Jacomo, au lait d'amandes,
- et Cher de Michel Klein.